# Geolycosa iaffa
Geolycosa iaffa este o specie de păianjeni din genul Geolycosa, familia Lycosidae. A fost descrisă pentru prima dată de Strand, 1913.
Este endemică în Israel. Conform Catalogue of Life specia Geolycosa iaffa nu are subspecii cunoscute.